# Joan Lamote de Grignon i Bocquet
Joan Lamote de Grignon i Bocquet (Sant Gervasi de Cassoles, Barcelona, 7 de juliol de 1872 - 11 de març de 1949) fou un pianista, compositor i director d'orquestra català.

## Biografia
Va néixer a Sant Gervasi de Cassoles (actualment un barri de Barcelona) el dia 7 de juliol de 1872, fill de pare d'ascendència francesa, Lluís Lamote de Grignon i Lebiay (* - Tortosa, 1908), i d'Elena Bocquet i Clarac, natural de Barcelona casats a Barcelona el 5 d'abril de 1871. De molt petit, la família anà a residir a Tortosa, on posseïen terres i d'on era Joan Lamote i Verges, i on Joan Lamote de Grignon va obtenir el títol de batxillerat a l'Institut de Tarragona el 1887. Adquirí els primers coneixements musicals amb Josep Abarcat. Sentí una forta inclinació vers la música i es traslladà a Barcelona, on es matriculà al Conservatori del Liceu. Allí conegué a Antoni Nicolau, que va ser el seu mestre de composició. Amb el temps va arribar a ser nomenat professor de piano al Conservatori del Liceu (1890), i més endavant professor de solfeig superior, auxiliar d'harmonia i responsable de conjunt instrumental, on va tenir alumnes com Ferran Ardèvol i Adolf Cabané.
Es va casar a Barcelona el 31 de juliol de 1893 amb la gironina Florentina Ribas i Mallol.
L'any 1911 fundà l'Orquestra Simfònica de Barcelona, de la qual fou també director. Dirigí l'Orquestra Filharmònica de Berlín. Fou el successor de Celestí Sadurní en la direcció de la Banda Municipal de Barcelona a partir del 1914, des d'on va promocionar joves intèrprets i dotà a la banda d'un repertori notable amb arranjaments de gran categoria musical que tingueren molt de reconeixement a tot Europa. Tres anys més tard fou nomenat director del Conservatori Superior de Música del Liceu.
Durant la dècada de 1920 va assessorar i dirigir puntualment la Cobla Barcelona, una formació fundada el 1922 amb l'objectiu d'especialitzar-se en la música de cobla per a concert. El 1943 fundà l'Orquestra Municipal de València, que dirigí fins al 1949. Morí l'11 de març d'aquest any i fou enterrat al Cementiri de Sant Gervasi.
La seva obra compositiva, ultra la seva tasca musical com a transcriptor i arranjador, comprèn unes cent cinquanta cançons, l'oratori La nit de Nadal (1906), el drama líric Hespèria (1907), una trilogia simfònica, la Primera simfonia, una Missa eucarística, per a dues veus i orgue, motets i cants espirituals, El parc d'atraccions per a piano i tres sardanes per a cobla.
El fons personal de Joan Lamote de Grignon es conserva a la Biblioteca de Catalunya.
El seu fill Ricard Lamote de Grignon va seguir els passos del pare tant en l'aspecte compositiu com en la direcció orquestral.